# بانک دی‌اس‌کی
بانک دی‌اس‌کی (بلغاری: Банка ДСК) شرکت خدمات مالی و بانکداری بلغارستان است، که در سال ۱۹۵۱ تأسیس شد.